# Menfolk
Menfolk er et dansk rockband bestående af trommeslageren Per Chnöeldh, forsanger og guitarist Lars Thor og bassisterne Søren Kirk Jakobsen og Per Jørgensen.
Deres første udgivelse kom i 2001, og blev positivt modtaget.[kilde mangler] Deres næste udgivelse var sammen med Barra Head og udkom i 2004. Deres debutalbum, Colossus, udkom i november 2005 og blev fulgt op med en turné i Tyskland, Frankrig, Belgien og Luxembourg. Deres seneste album, Beast One /Man Nil, udkom i 2010, både på vinyl og som digitalt download.

## Diskografi

### Albums
- 2005: Colossus
- 2010: Beast One/Man Nil